# Aston Martin One-77
L'Aston Martin One-77 és un superesportiu d'altes prestacions dissenyat i fabricat per Aston Martin. Va ser vist per primera vegada l'any 2008 al Saló de l'Automòbil de París i posteriorment al Concorso d'Eleganza Villa d'Este a Itàlia però, no va ser fins al 2009 quan fou presentat oficialment al Saló de l'Automòbil de Ginebra. El nom del model prové de la seva curta producció, només 77 unitats, que es fabricaren entre 2009 i 2011. La paraula One dona a entendre que cada vehicle és diferent als 76 restants. Aquest exclusiu model de carretera és el més veloç de la firma anglesa i, amb un preu que ronda el milió d'euros, és també el més car.

## Disseny
Està equipat amb un motor d'aspiració V12 de 7,3 litres, fabricat en alumini i situat a la part central davantera del cotxe. Aquest motor va ser desenvolupat per Cosworth a partir del motor de 6 litres i dotze cilindres instal·lat en altres models Aston. Tot i aprofitar el bloc del motor de models anteriors, les modificacions afegides el convertiren en un motor nou, fabricat expressament pel One-77. El motor d'aquest vehicle parteix d'uns paràmetres que fan que aquest respongui a qualsevol velocitat. Degut al seu parell motor, el One-77 és capaç de desenvolupar una gran potència a qualsevol velocitat. Cada motor és fabricat de forma artesanal; partint d'un bloc d'alumini al qual se li apliquen les formes necessàries. Amb la creació d'aquest automòbil, la firma britànica volgué captivar tant als entusiastes dels superesportius i la velocitat com als amants del disseny i l'art. Fou creat sobre un lleuger xassís de fibra de carboni que li aporta una reducció de pes d'un centenar de kg respecte altres models com el DBS. La carrosseria del One-77 està fabricada en alumini i de forma totalment artesanal. Per primer cop en un cotxe de carrer, el One-77 destaca per la tecnologia Dynamic Suspension Spool Valve. Aquest mecanisme permet al conductor ajustar al seu gust la duresa de la suspensió i inclou diverses configuracions per circuit i conducció urbana.
| Motor                   | V12                               |
| Cilindrada              | 7.312 CC                          |
| Alimentació             | Injecció directa                  |
| Distribució             | 4 vàlvules per cilindre           |
| Potència màxima         | 750 CV a 6500 RPM                 |
| Parell motor            | 750 N·m a 5750 RPM                |
| Transmissió             | Automàtica/manual de 6 velocitats |
| Tracció                 | Darrere                           |
| Acceleració 0-100 km/h  | 3,7 segons                        |
| Velocitat màxima        | 354 km/h                          |
| Consum mitjà (l/100 km) | 16,7 litres/100 km                |
| Emissions de CO₂        | 572 grams/km                      |

Té una velocitat màxima de 354 km/h i és capaç d'accelerar de 0 a 100 km/h en tan sols 3,7 segons. Aquest model només fou fabricat en carrosseria cupè i no disposa d'una variant Volante (descapotable). El consum mixt del One-77 se situa a 16,7 litres per cada 100 quilòmetres. Disposa d'un difusor fabricat en fibra de carboni i d'elements aerodinàmics actius com l'aleró del darrere. La transmissió electro-hidràulica de sis velocitats ofereix un canvi automàtic i manual. Els discs de fre carboceràmics ventilats de 395 mil·límetres al davant i 360 mil·límetres darrere li aporten una gran potència de frenada mentre que les suspensions són capaces tant de suportar dures pressions a altes velocitats com d'adaptar-se a una conducció tranquil·la i relaxada. La competència del One-77 en termes de potència es troba en vehicles com el Ferrari F50 GT1, el Gumpert Apollo Enraged o el Ferrari LaFerrari.

### Interior

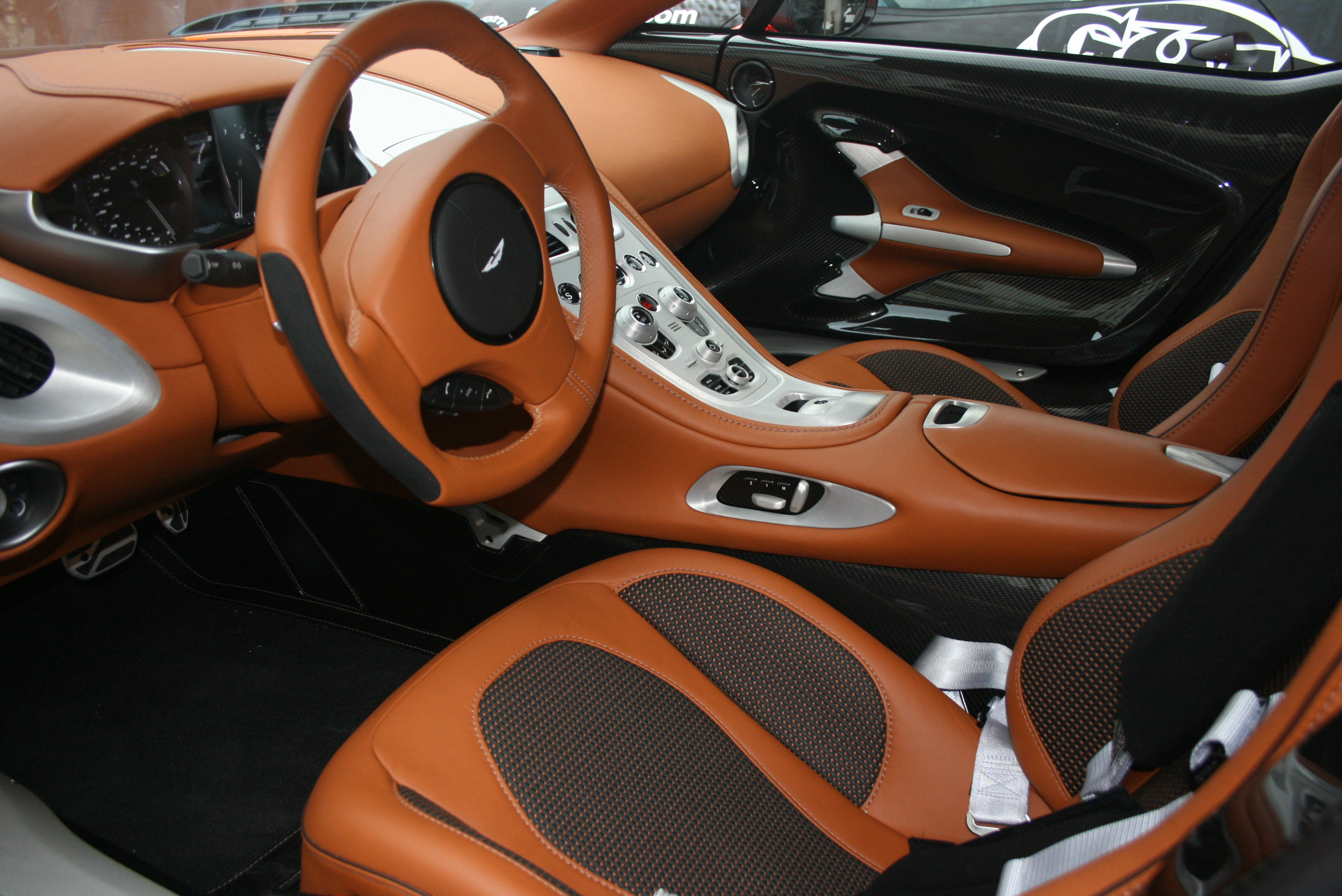
Interior

El One-77 gaudeix d'un interior espaiós i elegant, amb una consola central molt accentuada que segueix les línies d'altres models com el DBS. Gran part de l'interior està fabricat amb materials lleugers com la fibra de carboni i alumini per tal de reduir tot el pes possible. Als seients i al taulell de control hi predomina el cuir, cosit de forma totalment artesanal. El sistema de navegació resta amagat mentre el cotxe no està en funcionament. Quan el motor de dotze cilindres es posa en marxa, la pantalla situada a la part superior del taulell de control es desplega tota sola. Tot i seguir les mateixes línies que altres models de la firma britànica, el One-77 gaudeix d'un interior capaç de combinar agressivitat i elegància. El client pot escollir d'entre quatre colors diferents per a la tapisseria; marró, blanc, vermell i negre. Com en altres models Aston, les posicions de la transmissió (Park, Reverse, Neutral i Drive) es troben en quatre botons diferents, situats al taulell de control.
Igual que la carrosseria, l'interior també es va fer primer en fang. Durant aquest procés, els interioristes centraven els seus esforços a analitzar l'ergonomia, el tacte, el frec, les distàncies, la suavitat de la pell, les olors, el contacte i la informació que arriba al conductor, entre d'altres. El quadre de comandament és ample i elegant amb una consola central molt accentuada que manté una línia molt delicada i llarga. Un cop escollida la línia, el següent pas fou pensar en la textura de les superfícies. En obrir la porta, es pot veure part de l'estructura en fibra de carboni.

### Mecànica
Pel que fa a la mecànica, el One-77 equipa un motor V12 de 7,3 litres que envia tota la seva potència a través d'una caixa de canvis de sis velocitats fins a les rodes del darrere. La transmissió fou desenvolupada especialment per aquest model i ofereix la possibilitat de canviar de velocitat de forma manual o automàtica mitjançant dues petites palanques situades al volant de direcció. Disposa d'uns frens ceràmics ventilats de 398 mil·límetres i sis pistons al davant i 360 mil·límetres i quatre pistons darrere. Calça uns pneumàtics Pirelli, dissenyats i fabricats especialment per al One-77. Les llandes de 20 polzades equipen uns pneumàtics de 255/35 ZR20 davant i 335/30 ZR20 darrere. El volant de direcció fou recobert en cuir juntament amb els seients i gran part del tauler de comandaments. Disposa de seients ajustables de forma electrònica i de quatre coixins de seguretat; dos pel conductor i dos més per l'acompanyant. Gaudeix d'un sistema automàtic de control de temperatura, el qual analitza la temperatura exterior i manté un clima agradable dins del vehicle. Juntament amb l'equipament de sèrie, incorpora un navegador però les càmeres d'ajuda en aparcament són opcionals.

### Exterior

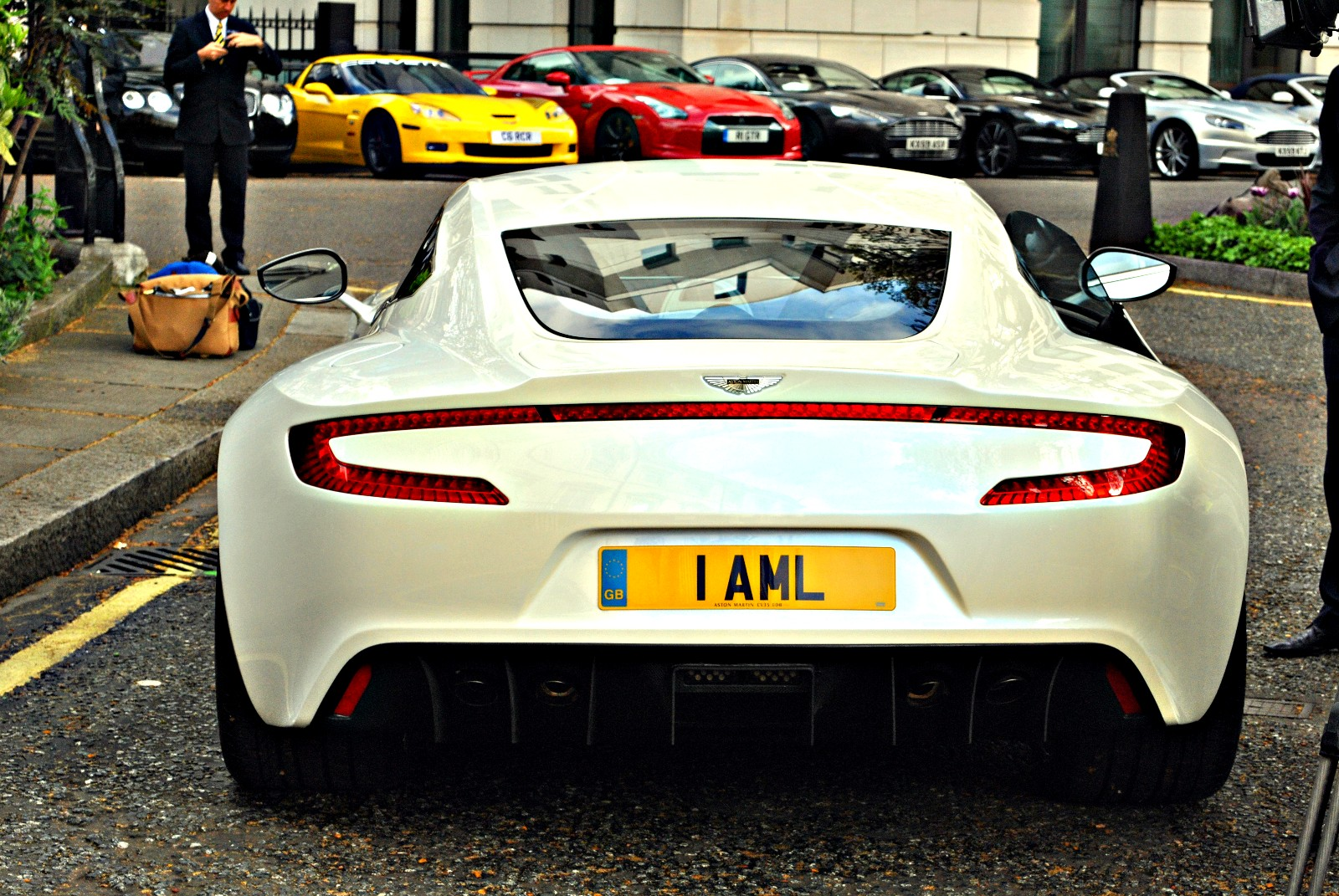
Vista de la part posterior, on s'aprecia la fusió dels llums

Tot el procés de disseny es feu a l'estudi que la companyia té a la seu central de Gaydon (Warwickshire), i que es va inaugurar a finals de 2007. Aquest estudi, de 2.700 metres quadrats, està construït de tal manera que li arriba molta llum natural. Aquest aspecte era molt important per al disseny del cotxe, ja que s'havien de poder avaluar els dissenys amb el mateix tipus de llum que es veuria quan fos al carrer.
El projecte de disseny del vehicle es coneixia com a One-77, el mateix nom que va adoptar el producte final. El dissenyador va ser l'anglès Marek Reichman, responsable de disseny d'Aston Martin des de 2005, i que havia treballat pel Grup Rover abans de ser contractat pel Grup Ford. Segons Reichman, la seva intenció quan va fer els primers esbossos era que el cotxe tingués una imatge magnífica des de qualsevol angle i que describís el poder de les rodes del darrere i el poder de la cabina. Totes les proporcions del One-77 van ser meticulosament calculades, des de la part frontal fins a la part posterior, passant per la distància entre eixos i la grandària de les rodes, portes i finestres laterals. Moltes d'aquestes proporcions es van basar en la secció àuria (també anomenada proporció divina), i es van relacionar entre elles formant una espiral logarítmica. La proporció àuria, que es troba en molts àmbits de la natura, s'ha utilitzat també sovint en l'art. Quan els dissenys van estar suficientment desenvolupats, un equip d'escultors es va encarregar de fer els models de fang. Ells eren els que havien d'interpretar el disseny en dues dimensions per transformar-lo en tres dimensions. Posteriorment, es cobrien els models de fang amb un material anomenat di-noc, que li conferia una imatge metàl·lica, en mostrava la seva lluminositat i destacava les diferents superfícies. Llavors, s'escanejava i es creava un model generat per ordinador.

## Conducció
Tot i ser un superesportiu de 750 cavalls, el One-77 és considerat un vehicle de conducció tranquil·la i relaxada. Disposa d'un xassís molt rígid fabricat en fibra de carboni i d'uns frens ceràmics amb una gran potència de frenada. En ser un cotxe tan potent, la firma anglesa el dotà de reforços perquè pogués suportar conduccions agressives. La suspensió té fins a onze ajustaments diferents que el conductor pot aplicar tot tenint en compte el seu tipus de conducció. Des de la suspensió més suau, normalment utilitzada per ciutat, fins a una configuració molt dura, principalment usada en circuits i vies ràpides. La suspensió és de paral·lelogram deformable als dos eixos; els seus amortidors estan integrats a l'estructura del xassís i no directament al braç de suspensió.
El One-77 disposa de diverses ajudes electròniques que ajuden al conductor a no perdre el control del vehicle en situacions de risc i en faciliten la conducció. El control d'estabilitat ajuda al cotxe a mantenir-se dins la carretera i el control de tracció no deixa derrapar les rodes del darrere. Aquests controls poden ser desactivats des de l'interior del mateix vehicle. Els amortidors compten amb la tecnologia Dynamic Suspension Spool Valve, incorporada per primera vegada a un vehicle homologat per carretera.

## Fabricació

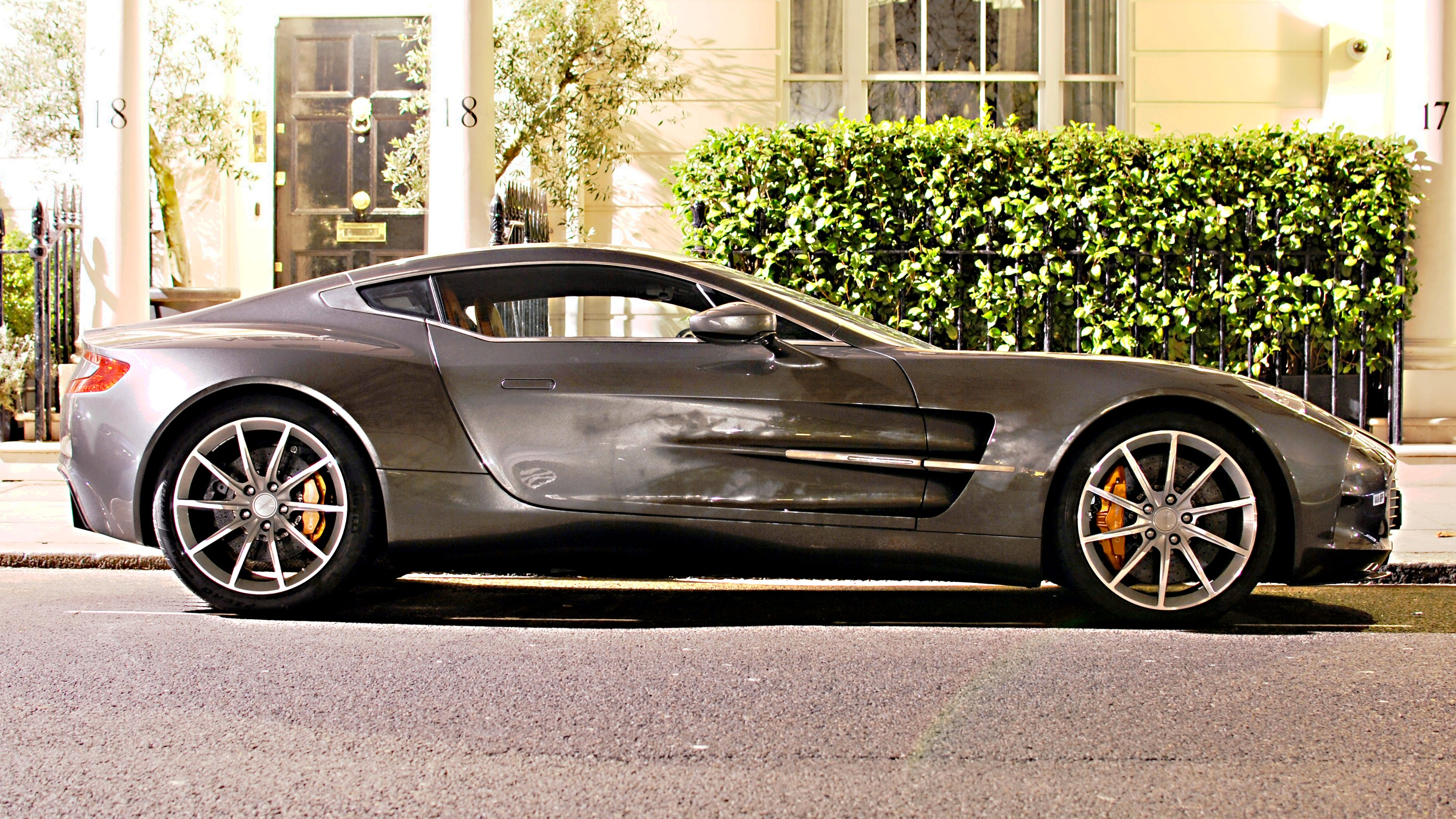
Vista de perfil

Tot el procés de fabricació es feu a la micro-factoria encarregada per Ulrich Bez a Warwickshire, Regne Unit. Segons Aston Martin, totes les peces del One-77 van ser acoblades en una mateixa sala individual per a cada model. El cotxe no es movia i no hi havia cap mena de cadena de producció. El procés de fabricació d'aquest model fou diferent a la resta de models Aston, ja que en aquest cas, tot el procés es feia de manera artesanal. Calien 2700 hores de treball per produir cada unitat del One-77. Com a referència, per al DB9 en calen 220.
La primera fase de construcció es feia a la secció d'acoblament de xassís (tub assembly en anglès). La primera peça és el monocasc de fibra de carboni, que era instal·lat manualment seguint la tecnologia dels Fórmula 1. Aquests monocascs eren fabricats a Toronto per Multimatic (MTC), empresa líder en tecnologia de compòsit de carboni. L'acoblament del xassís era l'equivalent a sis setmanes de feina. Un cop fet el xassís, s'hi col·locaven els panells de la carrosseria; les portes, la capota i els grans panells del davant i del darrere. Tota la secció posterior fou feta en una sola peça d'alumini. Primer es partia de planxes més petites que es modelaven a mà i amb l'ajuda d'uns rodets. Posteriorment, calia unir les peces mitjançant soldadures manuals. El polit final és la part que permet esborrar les marques de les soldadures fins que aquestes queden completament invisibles. Totes les peces del cotxe eren sotmeses a aquests processos manuals.
En tot cotxe hi ha superfícies que es veuen i d'altres que resten ocultes. A aquestes superfícies se les anomena A o B respectivament. Normalment les superfícies ocultes (B) tenen un acabat de menys qualitat que les que són visibles però no en el cas del One-77. El One-77 va ser construït sense superfícies B: totes les superfícies del cotxe eren A. Un d'aquests exemples el trobem al compartiment del motor; el qual va ser fabricat en or per tal d'ajudar a tenir un major control del calor.
Atès que tots els panells són artesanals, cada cotxe és únic. Per assegurar-se que cap peça de les 77 unitats fos desviada més d'un mil·límetre, cada vehicle era sotmès a una rigorosa prova. En una sala per separat, cada One-77 era analitzat per un robot. Aquest robot mesurava el cotxe en més de 600 punts diferents per tal de comprovar que tot i ser un producte artesanal, el cotxe complís tots i cadascun dels punts de tolerància.

## Vendes

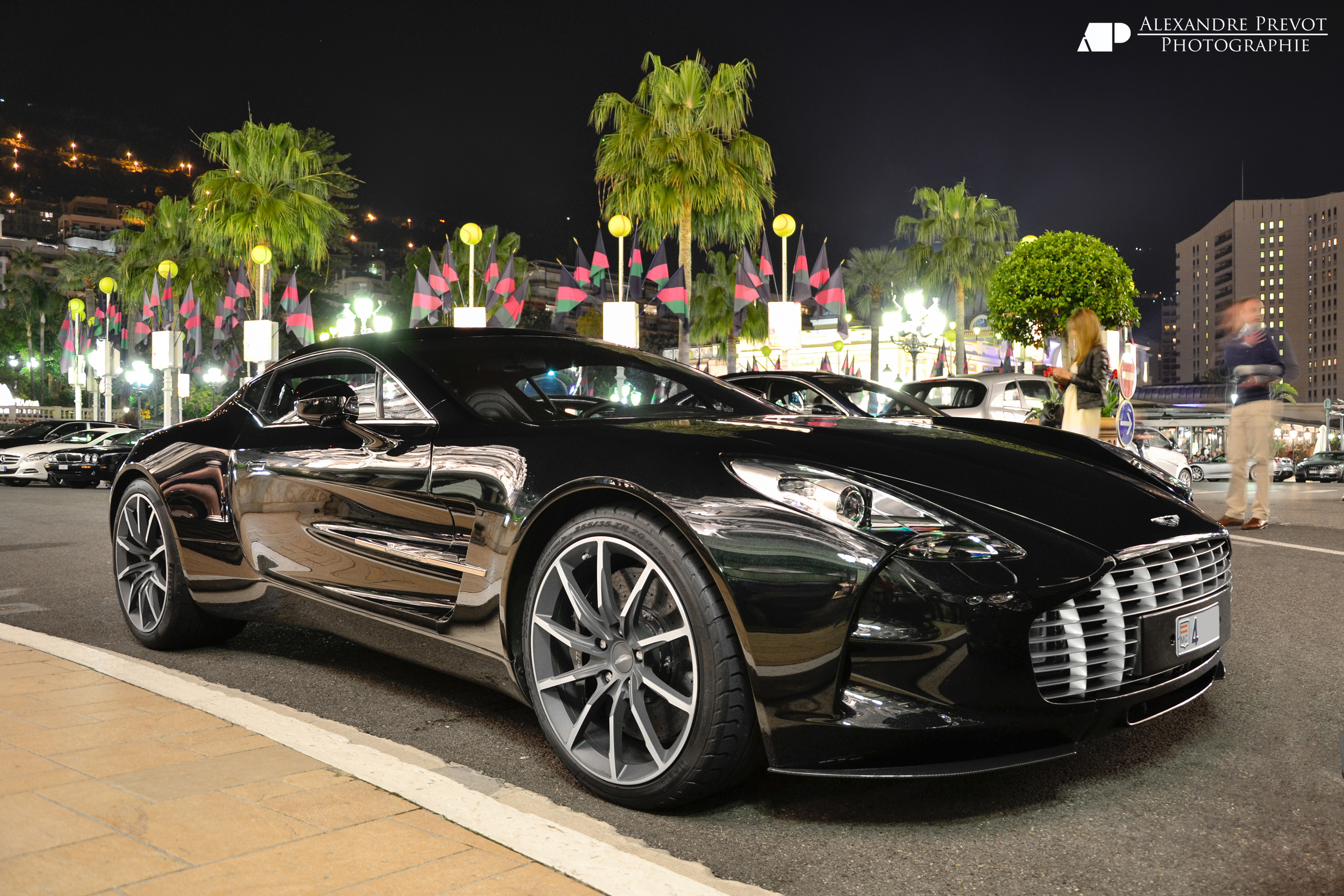
Imatge d'un dels exemplars a Mònaco

El 2007 la companyia va anunciar que el cost de cada vehicle ascendiria a 1.200.000 lliures. A pesar de l'elevat cost, tan bon punt el One-77 va ser presentat a París, la firma Aston Martin va començar a rebre encàrrecs i trucades de possibles compradors. La paga i senyal a l'hora de comprar el vehicle era de 200.000 lliures. Amb els primers encàrrecs varen arribar també algunes peticions especials com per exemple el nombre concret de xassís que el client volia. El primer cotxe venut corresponia al número 7, seguit del 77 i l'1. Un cop fets els encàrrecs, Aston Martin va donar el tret de sortida a la fabricació del One-77. Tot i que es desconeixen els noms i identitats dels compradors, se sap que algunes unitats varen ser venudes al Japó, Singapur, Hong-Kong, Taipei i la Xina. Alguns mitjans de comunicació van filtrar, el 2010, que un comprador anònim havia encarregat deu unitats d'aquest model i que s'apropiava així, del 13% de tots els One-77 existents. L'any 2013, la policia de Dubai va comprar una unitat de l'Aston Martin One-77 per utilitzar-lo com a cotxe patrulla.

## Reconeixements

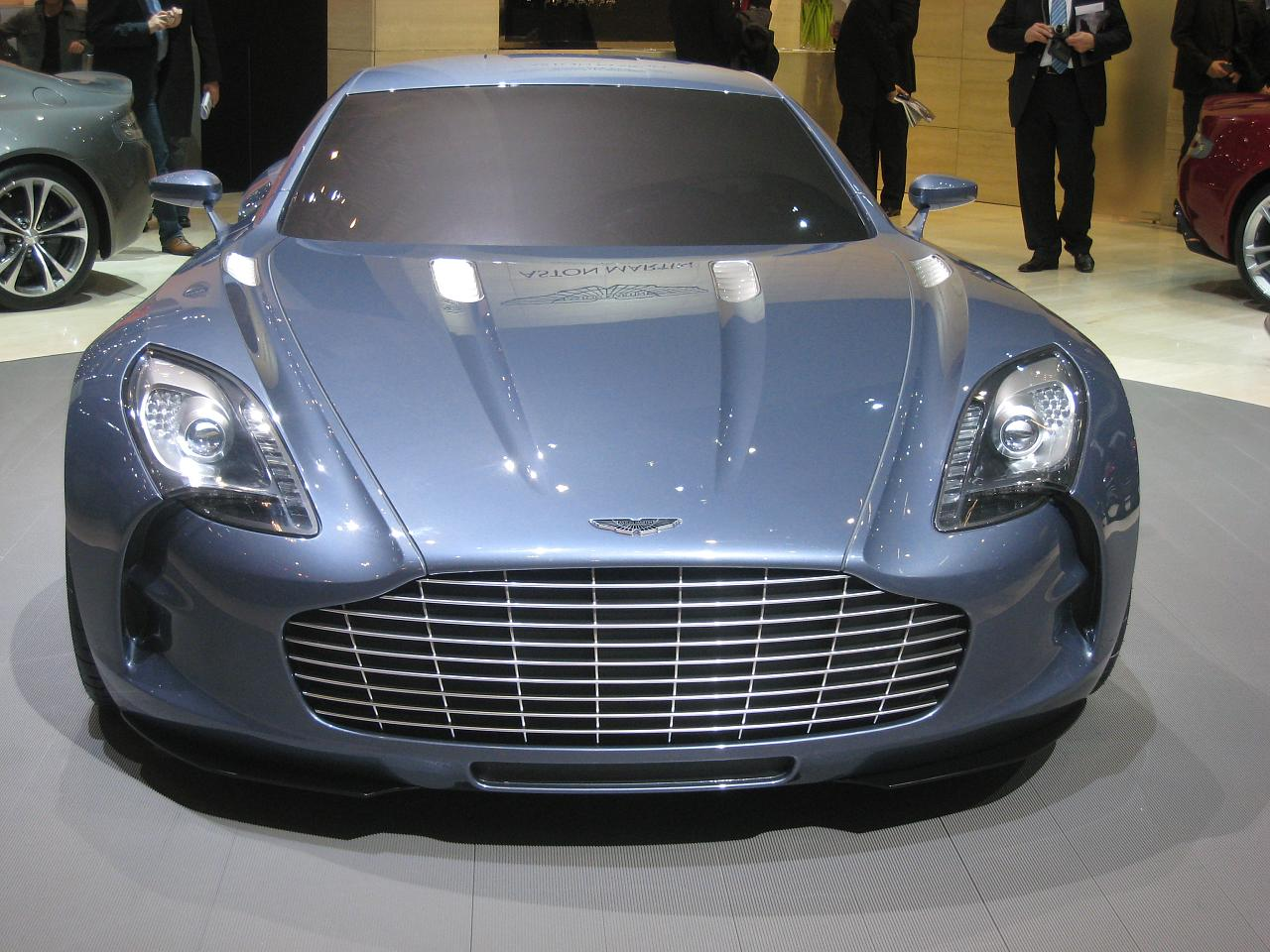
Imatge frontal

Aquest model ha guanyat importants premis internacionals, on s'escull l'automòbil amb el disseny més atractiu del mercat. Un d'aquests premis és el Concorso d'Eleganza Design Award for Concept Cars and Prototypes que va rebre Aston Martin l'any 2009 a Itàlia. En aquest premi, els visitants podien votar un únic disseny d'entre 8 models diferents. El One-77 es va imposar com el millor de la seva classe, eclipsant la competició amb més d'un 30% dels vots. El gener del 2009 també va rebre el GOOD DESIGN TM de la Chicago Athenauem: Museum of Architecture and Design in North America. En aquest cas, un jurat internacional de dissenyadors professionals va premiar el One-77 per la seva originalitat i el seu disseny innovador. La revista britànica Auto Express va atorgar l'any 2009, el premi BEST DESIGN al One-77 com el millor automòbil de la seva categoria. Aquest model d'Aston Martin va ser votat pels lectors de la mateixa revista Auto Express.

## Aparicions en videojocs
Des de la seva primera aparició al Saló Internacional de l'Automòbil de París de 2008, el One-77 ha aparegut en diversos videojocs com el Forza Motorsport 5, Gran Turismo 6, Forza Horizon i Need for Speed, entre d'altres. El primer videojoc a incorporar el One-77 va ser el Forza Motorsport 3, juntament amb deu models Aston més.
L'Aston Martin One-77 també va fer acte de presència a un joc d'edició limitada conegut com a Test Drive Unlimited 2. En aquest joc, el One-77 era presentat com un dels cotxes finals i també com un dels més cars.